# Erik Chytræus
Erik Olofsson Chytræus, död 25 november 1717, var en svensk riksdagsman, häradshövding och borgmästare. Chytræus var bror till adelsmannen Olof Riddercreutz.

## Biografi
Erik Chytræus arbetade som borgmästare i Malmö stad och var även häradshövding. Han avled 1717.
Clerck var riksdagsledamot för borgarståndet i Malmö vid riksdagen 1710.

### Familj
Chytræus var gift med Elisabet Christiana Klingenstierna, dotter till biskopen Zacharias Klingius i Göteborgs stift och Beata Otter.